# Shin'ichi Mori
Shin'ichi Mori (森 進一, Mori Shin'ichi), de son vrai nom Kazuhiro Moriuchi (森内 一寛, Moriuchi Kazuhiro), né le 18 novembre 1947 à Yamagata au Japon, est un auteur-compositeur-interprète japonais.

## Biographie
Né en 1947 à Yamagata, Mori passe son enfance à Kagoshima. Dans sa jeunesse, il remporte un concours de chant retransmis sur Fuji Television, ce qui marque ses premiers pas sur la scène musicale. Il se fait connaître en 1966 avec sa première chanson Onna no Tameiki (« Le soupir d'une femme »). Il choisit pour nom de scène Shin'ichi Mori, qui est une combinaison entre le patronyme du directeur de sa maison de production, Watanabe Shin, et son nom de naissance, Moriuchi. Sa voix rauque — qui fait au départ l'objet de diverses critiques ou moqueries —, son phrasé désuet, ses emprunts au blues occidental ainsi que son élégance doublée d'une apparente fragilité lui confèrent une grande popularité auprès de son public, essentiellement féminin,. L'historienne Christine R. Yano écrit : 

« Sa voix donne une envergure sonore au mélodrame de l'enka : rugueuse plutôt que lisse, laborieuse plutôt que statique, kurai (sombre) plutôt que akarui (légère), pleine de tension émotionnelle plutôt que détendue dans la joie. […] De fait, sa voix rauque est devenue l'un de ses plus grands atouts, non pas pour elle-même mais en raison de l'effort plus important qu'il [Mori] doit constamment déployer. »

En concert, Mori livre des prestations très sobres, presque dépourvues d'artifices ou d'interactions avec le public, même s'il lui arrive fréquemment de descendre de la scène pour venir serrer la main des spectateurs dans une mise en scène soigneusement chorégraphiée. Très vite, il acquiert une réputation de « chanteur à femmes » du fait des paroles de ses chansons, souvent écrites du point de vue d'un personnage féminin ou ayant trait à la figure de la mère, qui occupe une place très importante dans la culture japonaise. Mori dispose également, dès les premiers temps de sa carrière, d'une nombreuse communauté de fans (pour la plupart des femmes âgées d'entre 40 et 50 ans) qui compte 10 000 membres au Japon en 1992.
En 1974, Mori est récipiendaire du Japan Record Award pour sa chanson Erimosaki (« Cap Erimo »). Reconnu pour sa contribution au renouveau du blues japonais dans les années 1960, il est en outre l'une des principales vedettes du genre enka dans son pays. Mark Anderson note ainsi qu'« en ce qui concerne son image, Mori s'affirme comme une icône incontestée et immensément populaire de l'enka contemporaine », tandis que Yano le qualifie d'« incarnation du chanteur d'enka masculin à l'allure soignée et habillé en smoking ». Mori refuse toutefois cette étiquette de chanteur d'enka et se définit comme un « chanteur populaire ».
Ses ventes de disques et de CD s'élèvent à plus de 90 millions d'exemplaires.